# Молоди (Гдовський район)
Молоди (рос. Молоди) — присілок в Гдовському районі Псковської області Російської Федерації.
Населення становить 14 осіб. Входить до складу муніципального утворення Полновська волость.

## Історія
Від 2005 року входить до складу муніципального утворення Полновська волость.

## Населення
| 2001 | 2002 | 2010 |
| ---- | ---- | ---- |
| 14   | →14  | →14  |